# Томас Бопп
Томас Джоел Бопп (англ. Thomas Joel Bopp; 15 жовтня 1949, Денвер — 5 січня 2018, Фінікс) — американський астроном-аматор, відомий за відкриттям 1995 року комети Гейла — Боппа, популяризатор астрономії, почесний доктор наук університету Янгстауна.

## Дитинство та освіта
Томас Бопп народився 15 жовтня 1949 року в Денвері, штат Колорадо. Наступного року його родина переїхала до Янгстауна, штат Огайо. Коли Томасу було три роки, його батько Френк Бопп спостерігав за метеоритним дощем на сходах ґанку сімейного будинку і вперше розказав синові про планети, сузір'я і північне сяйво, познайомивши з астрономією. У десять років Томас отримав свій перший телескоп — чотиридюймовий рефлектор.

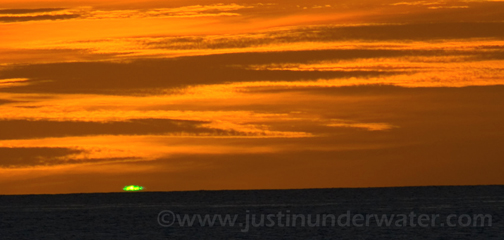
Зелений промінь

Томас Бопп навчався в середній школі Чейні і закінчив її в 1967 році. Він служив у ВПС США на Філіппінах, де кілька разів спостерігав зелений промінь — рідкісне оптичне явище, що відбувається над Сонцем безпосередньо перед його заходом. Після 18 місяців служби його перевели на базу ВПС США Девіс-Монтен у Тусоні, штат Аризона, де зустрів свою майбутню дружину Шарлотту. Він залишив ВПС в 1972 році. Незабаром пара одружилася, у них народилася дочка Ейпріл. Потім Бопп вивчав адміністрування бізнесу в університеті Янгстауна.
Під час навчання Томас Бопп відвідував заняття з фізики та астрономії як частину факультативних курсів. На лекціях він зустрів астрофізика Єльського університету доктора Едвіна Бішопа та почесного професора астрономії університету Янгстауна доктора Воррена Янга, які спонукали його приєднатися до Астрономічного товариства долини Магонінг у Воррені, штат Огайо. Бопп регулярно відвідував зустрічі, потоваришував з астронавтом Рональдом Парізі та любив спостерігати об'єкти глибокого космосу за допомогою клубного 16-дюймового ньютонівського рефлектора.

## Відкриття комети Гейла— Боппа

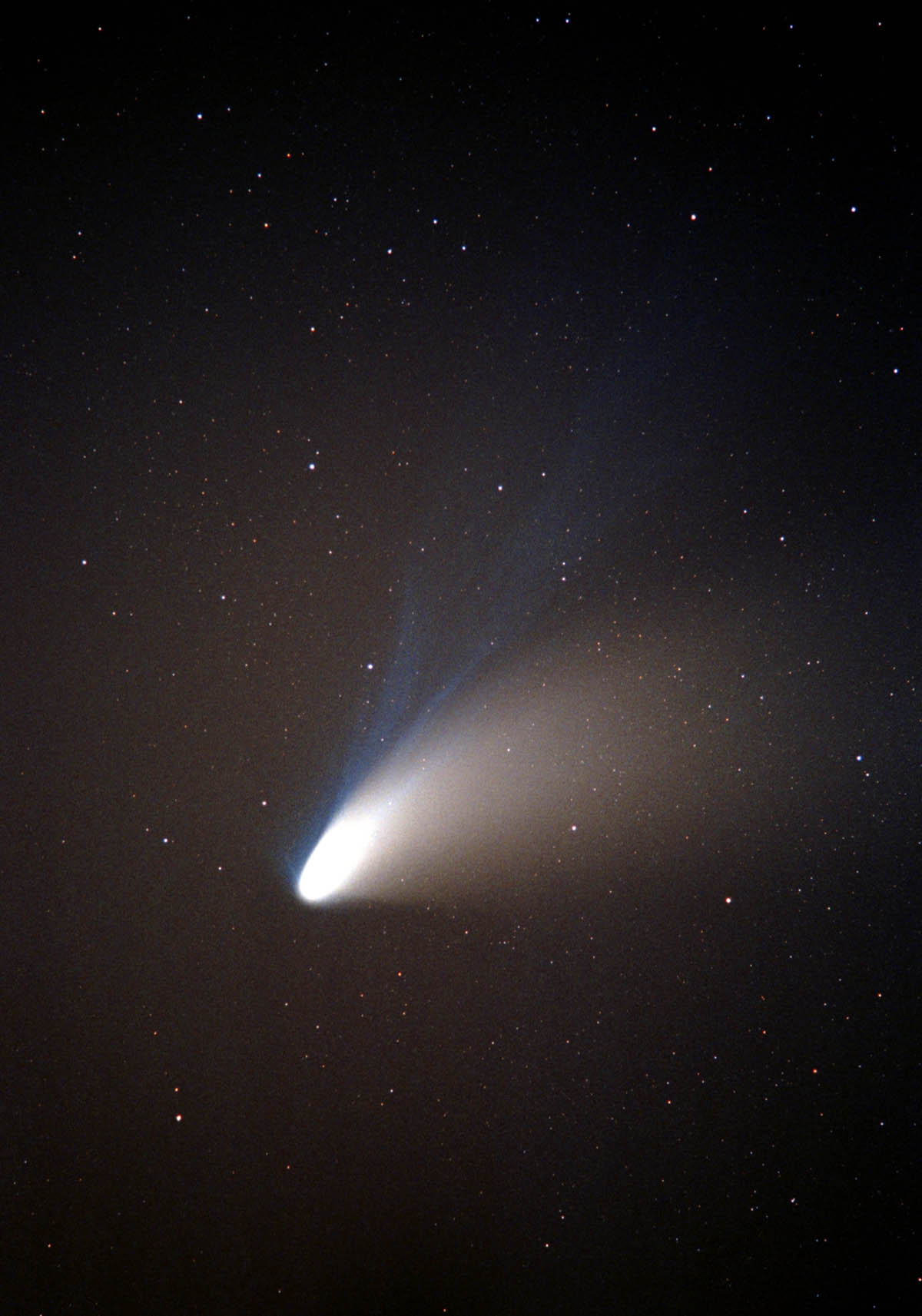
Комета Гейла — Боппа

1980 року Бопп переїхав до Фінікса, штат Аризона, де працював менеджером у відділі запчастин будівельної компанії та продовжував відвідувати місцеві астрономічні клуби. Він приєднався до Альтернативного астрономічного товариства Північного Фінікса — неофіційної групи ентузіастів, заснованої Кевіном Гіллом, які збиралися для спостережень у пустелі Аризони. Попри численні спроби, Бопп жодного разу не спостерігав комет, навіть комету Галлея. Тоді Бопп використовував 17,5-дюймовий телескоп-рефлектор, що належав його близькому другові Джиму Стівенсу.

Вночі 22 липня 1995 року вісім членів клубу зустрілися біля ранчо Векол, за дев'яносто миль на південь від Фінікса. Стівенс і Бопп, як завжди, спільно проводили час, по черзі дивлячись у телескоп. Стівенс встановив свій новітній саморобний телескоп і вирішив спостерігати кулясті скупчення. Він навів телескоп на кулясте скупчення M70 у сузір'ї Стрільця і покликав Боппа подивитися. Приблизно об 11-й вечора Бопп подивився в телескоп і запитав: «Що це за інший об'єкт?» Стівенс відповів: «У тебе там щось є, Том». Пізніше Бопп описав те, що бачив, як «невелике нечітке свічення», яке спочатку вважав галактикою. Пізніше Бопп визнав випадковість відкриття: 
|  | Ніколи серйозно не думав, що знайду щось подібне. Шанси на те, що я знайду яскраву комету, що з'являється приблизно раз на 20 років, були астрономічно малі. |

Бопп та його друзі перевірили зоряну карту та протягом години спостерігали за об'єктом, щоб визначити, чи рухається він. Бопп та інший член групи, Берті Санден, намалювали положення об'єкта щодо інших близьких тьмяних зір. Виявивши рух, Бопп спробував зв'язатися з Центральним бюро астрономічних телеграм Міжнародного астрономічного союзу (IAU) у Кембриджі, штат Массачусетс, щоб офіційно зареєструвати своє відкриття. Його мобільний телефон не працював у пустелі, тому Бопп поїхав додому, але зупинившись біля таксофону зрозумів, що не має номера телефону організації. Діставшись додому, Бопп нарешті повідомив про своє відкриття. Бопп буквально зрозумів назву бюро та відправив телеграму через Western Union. 
У Центральному бюро були вельми здивовані, коли отримали телеграму — на той час бюро вже давно перейшло на листування в електронному вигляді, — й наступного ранку о 8:25 вони зателефонували Боппу, щоб підтвердити повідомлення. З'ясувалося, що тієї ж ночі комету помітив професійний астроном Алан Гейл. Невідомо, хто першим виявив комету, але на той момент, як Бопп зв'язався з Міжнародним астрономічним союзом, Гейл уже надіслав три електронні листи з координатами комети.
Комета отримала тимчасове позначення C/1995 O1, яке означає першу комету, виявлену в другій половині липня 1995, а через три дні — назву комета Гейла — Боппа. Ім'я Гейла передує імені Боппа, тому що його звіт був першим. Наступного дня Гейл зателефонував Боппу і сказав: «Я думаю, у нас є щось спільне». Коли вони зустрілися на конференції через два місяці, Бопп сказав пресі, що він радий, що Гейл «виявився хорошим хлопцем».

## Після відкриття

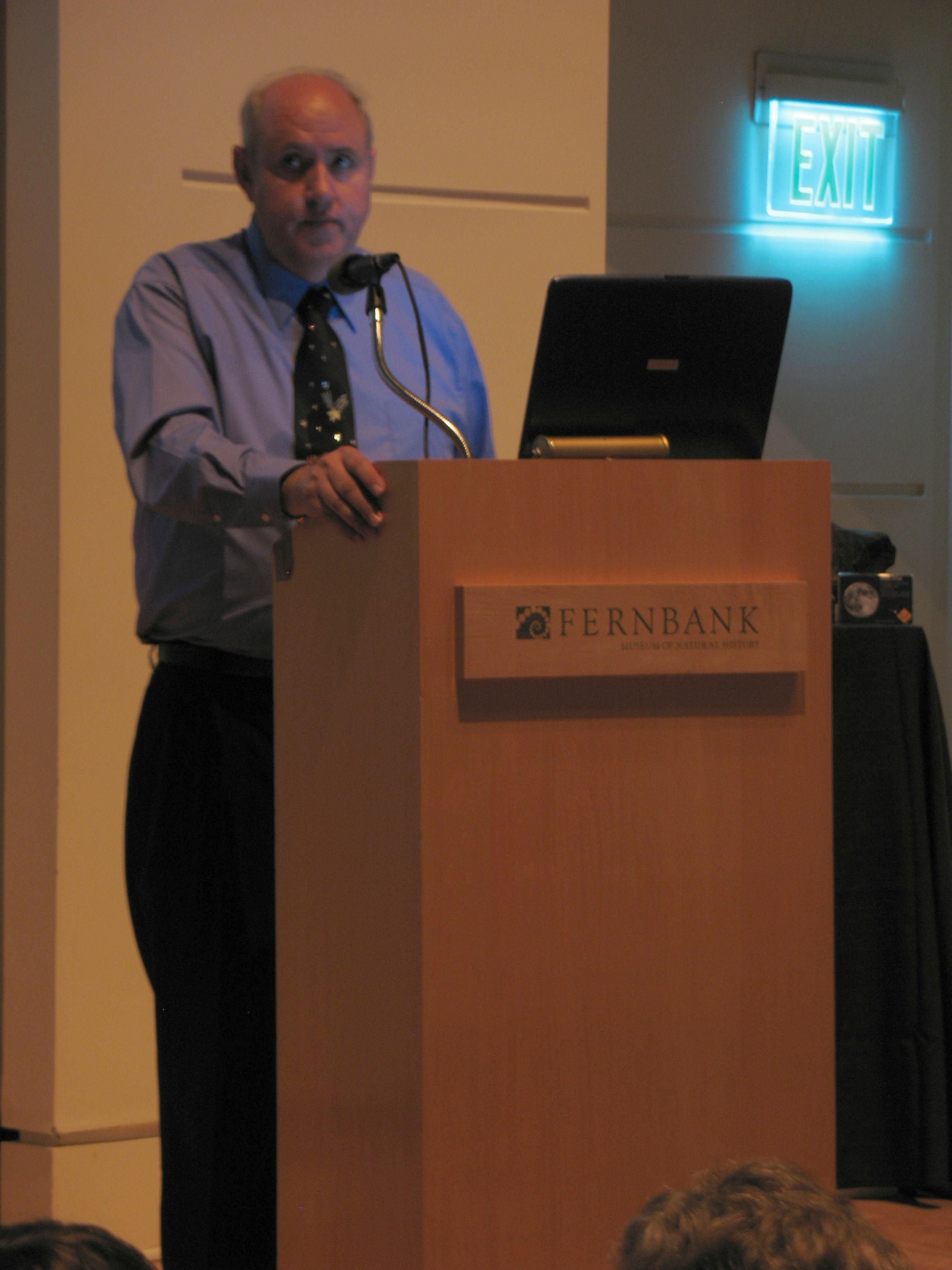
Томас Бопп в аудиторії Музею природної історії Фернбанк, 2010 рік.

У травні 1996 року комета стала помітною неозброєним оком, а в березні-квітні 1997 року, поблизу перигелію, досягла блиску найяскравіших зір (зоряна величина 0,7). Її видимі хвости простягалися на небосхилі на 15—20°, видовище було просто приголомшливим, завдяки чому комету стали називати Великою.

Бопп став популярним на телебаченні та радіо, його запрошували виступати на конференціях. Один із таких виступів був у дитячому науковому телешоу «Bill Nye The Science Guy». У п'ятницю 21 березня 1997 року у вечірньому ефірі ABC Гейла й Боппа назвали  «Людьми тижня». Бопп сказав: «Я думав, що це буде комета, про яку згадають десь наприкінці якогось маловідомого підручника, але, безумовно, виявилося, що це не так». Бопп залишив свою роботу і став штатним лектором та викладачем. Йому подобалося проводити презентації у школах, наукових центрах та музеях, захоплюючи дітей астрономією. Томас зустрівся зі співавтором свого відкриття Гейлом у Квінсленді, саме коли брав групу школярів для спостереження сонячного затемнення 13 листопада 2012 року в Австралії. 1997 року Боппа запросили на ракетний полігон «Вайт Сендс» як спостерігача, коли ракета Black Brant запустила ультрафіолетовий спектрограф для спостереження за кометою Гейла — Боппа та пошуку аргону та неону. На додаток до третього натрієвого хвоста виявили ізотопи, що раніше не спостерігалися. 1998 року Боппа відзначили званням почесного доктора наук університету Янгстауна. Бопп та його батько також стали двома першими членами Планетарію друзів Ворда Бічера в університеті.
1997 року, коли комета Гейла — Боппа досягла піку своєї яскравості, брат і невістка Боппа загинули в автокатастрофі після фотографування цієї комети. «Це був найкращий тиждень у моєму житті. І найгірший», сказав Бопп репортерові «National Geographic».
На честь Боппа та його батька Френка назвали астероїд 7086 Бопп, відкритий 5 жовтня 1991 Керолін і Юджином Шумейкерами. 1997 року Шумейкери, відомі своїм спільним відкриттям комети Шумейкерів — Леві 9, потрапили в автомобільну аварію. Юджин загинув у катастрофі, його прах був відправлений на Місяць разом із зображенням комети Гейла — Боппа, «останньої комети, яку Шумейкери спостерігали разом».
1997 року Бопп вказав на те, що комета скоро зникне з поля зору та її не буде видно ще 2380 років, він сказав, що завжди продовжуватиме дивитися на зірки:
|  | Я ніколи не перестану дивитись в небо. Там так багато прекрасного. І я люблю ділитися цим з людьми. |

Він продовжував працювати волонтером в обсерваторіях біля Фінікса, штат Аризона, до кінця свого життя, розповідаючи про комету Гейла — Боппа.
Бопп помер від печінкової недостатності 5 січня 2018 року у віці 68 років.